# Tironamin
Tironamin se odnosi na molekul, i njegove derivate: familiju dekarboksilisanih i dejodiranih metabolita tiroidnih hormona tiroksina (T4) i 3,5,3'-trijodotironina (T3).

## Tipovi
Ova grupa obuhvata:
- Tironamin (T0AM)
- 3-Jodotironamin (T1AM), trag amin prisutan u nervnom sistemu. On je potencijalni prirodni ligand za trag amin-asocirani receptor TAAR1 (TAR1), G protein spregnuti receptor lociran u ćelijskoj membrani[3]
- 3,5-Dijodotironamin (T2AM)
- 3,5,3'-Trijodotironamin (T3AM)